# Krzysztof Kowalczyk (piłkarz)
Krzysztof Kowalczyk (ur. 11 marca 1979 w Olsztynie) – polski piłkarz występujący na pozycji pomocnika.

## Kariera
Krzysztof Kowalczyk swoją karierę rozpoczął w Stomilu Olsztyn. W jego barwach pod koniec maja 1997 roku zadebiutował w pierwszej lidze w przegranym 1:3 spotkaniu z Odrą Wodzisław Śląski. W sezonie 1999/2000 reprezentował barwy Jezioraka Iława. Pod spadku Jeziorowców do trzeciej ligi powrócił do Stomilu i stał się w nim podstawowym zawodnikiem. W maju 2001 roku strzelił pierwszego gola w najwyższej klasie rozgrywkowej w Polsce w wygranym 2:1 spotkaniu z Legią Warszawa. Jego klub w sezonie 2000/2001 uplasował się w tabeli na 14. miejscu oznaczającym grę w barażach. W nich Stomil spotkał się z Górnikiem Polkowice z którym wygrał po serii rzutów karnych.
W przerwie zimowej sezonu 2001/2002 Kowalczyk przeniósł się do Amiki Wronki. Zadebiutował w niej wchodząc w 90 minucie ligowego meczu z Ruchem Chorzów. Z nowym klubem dotarł do finału Pucharu Polski. W nim Amica zmierzyła się z Wisłą Kraków. W dwumeczu uległa kolejno 2:4 i 4:0. W kolejnych rozgrywkach Kowalczyk w rundzie jesiennej grał sporadycznie, jednak wiosną już częściej pojawiał się na boisku. W październiku 2002 roku zadebiutował w europejskich pucharach – zagrał w końcówce meczu Pucharu UEFA z Servette FC. W sezonie 2003/2004 Kowalczyk rozegrał w pierwszej lidze 16 meczów w których siedmiokrotnie karany był żółtymi kartkami. W kolejnych rozgrywkach wraz z Amicą występował w fazie grupowej Pucharu UEFA (zagrał w dwóch meczach grupowych). W rundzie wiosennej został zesłany do rezerw, w których strzelił trzy gole.
Latem 2005 roku Kowalczyk przeszedł do Podbeskidzia Bielsko-Biała, gdzie regularnie grał w rozgrywkach drugiej ligi – wystąpił w 23 meczach. Po zakończeniu sezonu odszedł z klubu i przez następne dwa i pół roku nie reprezentował barw żadnej drużyny. W lutym 2009 roku podpisał kontrakt z OKS-em 1945 Olsztyn. Po zakończeniu sezonu 2008/2009 nie przedłużył umowy ze swoim macierzystym zespołem i stał się wolnym zawodnikiem.